# Lutter (serie televisiva)
Lutter è una serie televisiva tedesca di genere poliziesco prodotta da Network Movie e trasmessa dal 2007 al 2010 dall'emittente ZDF. Protagonisti della serie, nel ruolo di Alex Lutter, è l'attore Joachim Król; altri interpreti principali sono Matthias Koeberlin, Lucas Gregorowicz, Timo Dierkes e Jochen Nickel.
La serie si compone di 6 episodi in formato di film TV. Il primo episodio, intitolato Essen is' fertig, fu trasmesso in prima visione il 24 febbraio 2007; l'ultimo episodio, intitolato Rote Erde, venne trasmesso in prima visione il 1º settembre 2010.

## Trama
Protagonista delle vicende è un commissario di Essen, Alex Lutter, che si occupa dei casi che avvengono nella zona della Ruhr: Lutter è noto per i suoi metodi poco convenzionali, che lo mettono sovente in contrasto con il proprio capo.  Ad affiancarlo, in alcuni dei casi, sono i poliziotti Michael Bergman e Michael Engels.

## Personaggi e interpreti
- Commissario Capo Alex Lutter, interpretato da Joachim Król (ep. 1-6)
- Michael Bergman, interpretato da Lucas Gregorowicz
- Michael Engels, interpretato da Matthias Engels
- Sandra Kaschinski, interpretata da Sandra Borgmann (ep. 4 e 6). È la patologa legale.[1]

## Episodi
| nº | Titolo originale | Titolo italiano | Prima TV Germania | Prima TV Italia |
| -- | ---------------- | --------------- | ----------------- | --------------- |
| 1  | Essen is' fertig | inedito         | 24 febbraio 2007  |                 |
| 2  | Um jeden Preis   | inedito         | 17 marzo 2007     |                 |
| 3  | Blutsbande       | inedito         | 12 aprile 2008    |                 |
| 4  | Toter Bruder     | inedito         | 27 settembre 2008 |                 |
| 5  | Mordshunger      | inedito         | 17 ottobre 2009   |                 |
| 6  | Rote Erde        | inedito         | 1º settembre 2010 |                 |